# کله‌پوک‌ها در ماه مه
کله‌پوک‌ها در ماه مه (انگلیسی: Nuts in May) یک فیلم صامت کمدی آمریکایی است که در سال ۱۹۱۷ منتشر شد. از بازیگران آن می‌توان به استن لورل، چارلز آرلینگ و می دالبرگ اشاره کرد. این فیلم، نخستین فیلم لورل در سینما محسوب می‌شود و نامش در عنوان‌بندی به‌صورت «استن جفرسون» آمده‌است.